# Glenboro-South Cypress
Glenboro-South Cypress es un municipio canadiense situado en la provincia de Manitoba.

## Superficie
Glenboro-South Cypress tiene una superficie de 1071,64 km².

## Demografía
En 2021, tenía 1123 habitantes, una densidad poblacional de 1 hab./km², y 484 viviendas.